# Михайлов, Владимир Николаевич
Владимир Николаевич Михайлов (род. 30 ноября 1954) — советский и российский спортсмен (самбо и дзюдо), тренер. Заслуженный тренер РСФСР.

## Биография
Владимир Михайлов родился в посёлке Орджоникидзевский Орджоникидзевского района Хакасской автономной области Красноярского края. Ходил в школу в Дивногорске, начал заниматься самбо у Геннадия Козлова. Неоднократно становился победителем первенств Центрального Совета добровольного спортивного общества «Труд» и Всесоюзных турниров.
С 1975 года на тренерской работе. В 1982 году заочно окончил Красноярский государственный педагогический институт, получив специальность «Учитель физического воспитания». В 1975—1983 годах работал в спортивном клубе Красноярскэнергопромстроя «Дивногорец». Был инструктором по физической культуре и спорту, тренером-преподавателем по самбо, старшим тренером. В 1980 году стал директором детско-юношеской спортивной школы спортивного клуба.
С 1987 года — старший тренер в специализированной детско-юношеской спортивной школе краевого совета «Труд» города Красноярска. Основал в Дивногорске спортивную школу по дзюдо. В 1992 году стал тренером-преподавателем по дзюдо и преподавателем специальных дисциплин в Дивногорском училище олимпийского резерва. С 2001 года — директор училища олимпийского резерва.
Воспитал 2 мастеров спорта международного класса, 38 мастеров спорта. Среди них — чемпион Европы Василий Пудиков. Подготовил ряд методических пособий «Развитие физических качеств дзюдоистов» (1997), «Воспитание и совершенствование морально-волевых качеств дзюдоистов», «Современная техника дзюдо» (2000), «Ловкость юных борцов как основной фактор развития и совершенствования техники спортсменов» (2004) и другие.

## Награды и звания
- Заслуженный тренер РСФСР (1985)[2]
- Заслуженный работник физической культуры Российской Федерации (2017)[2]
- Отличник физической культуры и спорта (2001)[2]
- Мастер спорта СССР по самбо (1971)[1]
- Мастер спорта СССР по дзюдо (1978)[1]
- Почетный гражданин города Дивногорска (1996)[2]
- Заслуженный работник физической культуры и спорта Красноярского края (2006)[2]